# Cerastoderma
Kokkels (Cerastoderma) zijn een geslacht van tweekleppige weekdieren die tot de familie Cardiidae behoren.

## Kenmerken
De bolvormige, geelwitte schelp heeft een duidelijke uitwendige slotband met 24 tot 28 ribbels.

## Verspreiding en leefgebied
De meeste kokkelsoorten leven in ondiep water tot in het intergetijdengebied van randzeeën.

## Taxonomie
De meeste soorten zijn euryhalien. Omdat bepaalde soorten een heel variabele schelpvorm hebben en er ecologische overlap bestaat, is er altijd veel verwarring geweest bij het onderscheiden van soorten in dit geslacht. Deze taxonomische problemen zijn nog steeds niet opgelost.